# James Uspensky
James Uspensky (rus: Яков Викторович Успенский)  (Ulaanbaatar, 11 de maig de 1883 (Julià) - San Francisco, 27 de gener de 1947) va ser un matemàtic rus emigrat als Estats Units.

## Vida i Obra
Tot i haver nascut a la remota Mongòlia, fill d'un diplomàtic rus, Uspensky va fer tots els seus estudis, secundaris i universitaris, a Sant Petersburg. El 1906 es va graduar en matemàtiques a la universitat de Sant Petersburg i el 1911 va obtenir el doctorat a la mateixa universitat. Es va quedar de professor a la universitat on, a partir de 1912, va dirigir el cercle de matemàtiques estudiantils pel qual van passar excel·lents futurs matemàtics com Frídman, Tamarkin, Koshliakov o Vinogràdov.
El 1921 va ser escollit membre de l'Acadèmia Soviètica de Ciències. Durant aquests anys va fer recerca en el seu tema preferit, la teoria de nombres, tot i que també va publicar llibres divulgatius i de text.
L'any 1924 va anar al congrès de matemàtics de Toronto i els anys 1926-27 va fer diverses estances en universitats americanes i va conèixer la seva futura esposa. El 1929, sense aixecar cap sospita de les autoritats soviètiques, va marxar als Estats Units per no tornar mai més al seu país natal. El mateix any de 1929 es va unir a departament de matemàtiques de la universitat Stanford, en la qual va romandre fins a la seva mort el 1947. En aquesta universitat va reforçar els fonaments matemàtics de la probabilitat i de l'estadística.
Uspensky era bastant conservador en els seus punts de vista matemàtics: escèptic de la teoria de conjunts i amant dels mètodes clàssics.